# Блажиевский, Артём Михайлович
Артём Миха́йлович Блажие́вский (род. 20 марта 1994, Москва) — российский хоккеист, защитник «Авангарда», выступающего в КХЛ.

## Карьера

### В клубе
Воспитанник ЦСКА. Выступал за молодёжную команду «Красная армия» в МХЛ в сезонах 2011/12—2014/15. В 2014 году перешёл в нижегородское «Торпедо», в составе которого дебютировал в КХЛ 16 октября в игре против «Северстали». В игре набрал первое очко, сделав передачу.
В сезоне 2015/16 вернулся в ЦСКА. В 2015—2017 годах выступал также за «Звезду» в ВХЛ. В составе ЦСКА дважды выигрывал Кубок Континента в 2019 и 2020 годах, а также Кубок Гагарина в 2019. 
В 2021 году в результате обмена на Виталия Абрамова перешёл в «Трактор». В 83 встречах регулярного чемпионата и Кубка Гагарина сезона 2024/25 Блажиевский забросил 11 шайб и отдал 14 результативных передач.
В мае 2025 года подписал двухлетний контракт с ХК «Авангард».

### В сборной
Вызывался в сборную России на матчи Еврохоккейтура. Также выступал за олимпийскую сборную России.